# Laurent Verbiest
Laurent Verbiest (Oostende, 16 april 1939 - aldaar 2 februari 1966) was een Belgische voetballer. Hij was een grote, blonde verdediger die al snel opviel door zijn voetbalkwaliteiten. Verbiest werd als een van de grootste talenten uit het Belgische voetbal regelmatig vergeleken met collega's als Franz Beckenbauer en Cesare Maldini.

## Carrière
Laurent Verbiest, geboren en getogen in Oostende, was in zijn jeugd zowel een getalenteerd voetballer als wielrenner. Hij bracht ook veel uren door op "De Vier Gebroeders", het vissersschip van zijn vader. Uiteindelijk koos de stevige tiener ervoor om zich aan te sluiten bij AS Oostende. De tweedeklasser kon de jonge verdediger niet lang uit het eerste elftal houden. Reeds op 17-jarige leeftijd eiste de lefgozer een plaats op in het team van Pol Gernaey. Toen de club in 1959 naar derde klasse zakte, wilde Verbiest naar RSC Anderlecht, maar het bestuur liet hem pas een jaar later vertrekken.
In 1960 maakte hij net als stadsgenoot Wilfried Puis de overstap naar RSC Anderlecht. De twee Oostendenaars reisden telkens samen met de trein naar Brussel en werden goede vrienden. Verbiest maakte bij RSC Anderlecht indruk door zijn uitstekende techniek en werd in geen tijd een publiekslieveling door zijn risicovolle, maar aantrekkelijke speelstijl. De verdediger dribbelde regelmatig tegenstanders op uitdagende wijze, hetgeen hem ook de bijnaam "Lorenzo Le Magnifique" opleverde. In een van zijn eerste wedstrijden, tegen het Santos van de Braziliaanse stervoetballer Pelé, was Verbiest als rechtsachter een van de uitblinkers.
In zijn derde seizoen voor RSC Anderlecht nam hij het in de Europacup I op tegen Real Madrid. De Koninklijken waren met stervoetballers als Ferenc Puskas, Alfredo Di Stéfano en Francisco Gento de absolute favoriet. Maar RSC Anderlecht speelde in Madrid 3-3 gelijk en won de terugwedstrijd met 1-0. Paars-wit bereikte dat seizoen de kwartfinale van de Europacup.
In april 1965 werd hij voor zes maanden geschorst nadat hij scheidsrechter Willy Lepomme in een duel tegen Lierse SK had beledigd. Daardoor miste hij het begin van het seizoen 1965/66. In Europese wedstrijden mocht hij wel aantreden.
Verbiest voetbalde ook zes jaar voor de nationale ploeg. Op 2 oktober 1960 maakte hij zijn debuut voor België. Het was toenmalig selectieheer Constant Vanden Stock die hem voor het eerst opriep. Op 30 september 1964 won hij met België van Nederland. Na de rust stonden er in dat duel 11 spelers van RSC Anderlecht op het veld. In totaal speelde Verbiest 23 interlands.
Op 2 februari 1966 overleed hij na een auto-ongeluk. De 26-jarige voetballer bezocht zijn schoonouders in Mechelen en reed terug naar Oostende, waar hij ter hoogte van het Kennedyrondpunt uit de bocht vloog en verongelukte. Een jaar na zijn dood organiseerde RSC Anderlecht een herdenkingswedstrijd tegen Ajax. Onder meer Johan Cruijff, Sjaak Swart, Piet Keizer en Wim Suurbier zakten toen af naar Brussel. Paars-wit won het vriendschappelijke duel met 4-1.  De opbrengst van de wedstrijd zou naar de weduwe van Laurent gaan.
Verbiest won in totaal drie landstitels en één beker met paars-wit. Hij ging de geschiedenis in als een van de meest getalenteerde verdedigers die Anderlecht ooit kende.

## Palmares
| Nationaal         |    |                         |
| Belgisch kampioen | 4x | 1962, 1964, 1965, 1966* |
| Beker van België  | 1x | 1965                    |

* Anderlecht werd in 1966 opnieuw kampioen. Verbiest was op dat ogenblik al enkele maanden overleden.